# ازوونکو میلویویچ
ازوونکو میلویویچ (سیریلیک صربی: Звонко Милојевић؛ زادهٔ ۳۰ اوت ۱۹۷۱) بازیکن فوتبال اهل صربستان بود.
از باشگاه‌هایی که در آن بازی کرده‌است می‌توان به باشگاه فوتبال لوکرن اوست والاندرن، باشگاه فوتبال ستاره سرخ بلگراد، و باشگاه فوتبال اندرلشت اشاره کرد.
وی همچنین در تیم ملی فوتبال صربستان و مونته‌نگرو بازی کرده‌است.